# Syngamia moluccalis
Syngamia moluccalis là một loài bướm đêm trong họ Crambidae.